# 青葱妈妈
《青蔥媽媽》是由皮拉瓦·山坡提拉、娜米妲·吉勒娜拉帕主演的泰国电视剧。该剧改编自同名漫画，于2017年8月19日在泰国首播。

## 演員列表
部分内容整理自：

### 主演
- 皮拉瓦·山坡提拉 飾 Mek（阿雲）
- 娜米妲·吉勒娜拉帕 飾 Jane（小空）

### 客串
- 阿塔潘·彭萨瓦 饰 牙医
- 鐘朋·阿盧迪吉朋 饰 牙医助理
- 普提查·克瑟辛 饰 DJ Putt
- 查伦蓬·提坎蓬提拉旺（英语：Chaleumpol Tikumpornteerawong） 饰 Pose
- 巴拉奇亚·鲁洛
- 尼替·柴契塔通（英语：Niti Chaichitathorn） 饰 药剂师
- 瓦查拉·苏克丘姆（英语：Jennie Panhan）
- 博里布恩·詹鲁昂（英语：Boriboon Chanrueng） 饰 冷气维修员
- Nalin Hohler 饰 护士

## 原聲帶
- 〈我選擇去愛〉

## 外部連結
- 互联网电影数据库（IMDb）上《青葱妈妈》的资料（英文）
- 豆瓣电影上《青葱妈妈》的資料 （简体中文）（页面存档备份，存于）